# Estasi (film 1933)
Estasi (Extase) è un film cecoslovacco del 1933 diretto da Gustav Machatý, con protagonisti Hedy Kiesler (futura diva di Hollywood con il nome d'arte di Hedy Lamarr), Aribert Mog e Zvonimir Rogoz.
La pellicola contiene una delle prime scene di nudo per un'attrice protagonista di un film destinato al grande pubblico, aspetto che contribuì alla sua fama nonostante i problemi con la censura e le difficoltà di distribuzione in numerosi paesi.
Gustav Machatý si aggiudicò il premio alla migliore regia alla seconda edizione della Mostra Internazionale d'Arte Cinematografica di Venezia del 1934. Una versione del film restaurata dall'Archivio Cinematografico di Praga Národní filmový archiv, con il contributo del Filmarchiv Austria, è stata proiettata nell'ambito dell'evento di pre-apertura della Mostra Internazionale d'Arte Cinematografica di Venezia 2019. L'obiettivo del restauro era quello di creare una versione fedele del film in ceco, come quella mostrata al Festival del Cinema del 1934.
Fritz Mandl, all'epoca marito dell'attrice nonché ricco mercante d'armi, spinto dalla gelosia cercò inutilmente di comprare ogni copia esistente del film nel tentativo di impedirne la distribuzione, arrivando a spendere l'astronomica cifra, per l'epoca, di 280.000 dollari.

## Trama
Eva ed Emile si sposano. La notte di nozze però Eva rimane delusa: Emile non vuole congiungersi con lei. Anche nei giorni seguenti il marito non mostra passione verso di lei. Per questo, rattristata, decide di lasciarlo e ritorna dalla sua famiglia di origine, dove decide di vivere per qualche tempo.
Una mattina, messa di buon umore dal sole splendente, Eva decide di fare una cavalcata. Arrivata nei pressi di uno stagno, lascia il cavallo, si spoglia e fa il bagno nuda. Ma perde sia il cavallo che il vestito. Adam, un ingegnere che costruisce una linea ferroviaria nei pressi, cattura il cavallo e lo conduce a lei. La sua disponibilità empatica impressiona Eva, i due si innamorano. Quella notte Eva raggiunge Adam nella sua abitazione e può finalmente conoscere la passione amorosa.
Il giorno dopo il padre di Eva le annuncia la visita del marito. Emile vorrebbe riconciliarsi con lei ma la donna è categorica, anche perché la sera stessa ha un appuntamento con Adam in città.
Emile sconsolato riprende la propria auto e se ne va. Però prende una strada sconosciuta e poco dopo deve fermarsi perché la strada è interrotta da un cantiere ferroviario. Il direttore dei lavori è proprio Adam; si presenta e gli chiede un passaggio. Mentre sono in macchina Emile si accorge che Adam tiene tra le dita la collana di Eva (che Adam ha rinvenuto nella stanza dove hanno consumato il loro rapporto la notte prima). L'uomo adesso ha capito che non ha alcuna possibilità di tornare con Eva.
La sera, mentre Eva e Adam ballano, Emile scrive un biglietto all'adorata madre e si spara. Adam riconosce in lui il forestiero che lo aveva accompagnato in città e riflette sul fatto che forse avrebbe potuto aiutarlo; da parte sua, Eva si rende conto di essere lei stessa la causa del suicidio, ma non racconta nulla ad Adam.
Durante la notte la coppia va alla stazione per prendere un treno per Berlino. C'è molto da aspettare e i due si appisolano su una panchina. Eva si sveglia per prima e, mentre Adam dorme ancora, decide di partire da sola: ha pesato, nella sua decisione, il rimorso per il suicidio del marito.
Adam torna al suo lavoro ma non dimenticherà mai la ragazza.

## Produzione
Il film, prodotto dalla Slavia-Film di Praga, fu concepito inizialmente senza dialoghi. Le prime scene furono girate nell'estate del 1932, in seguito fu scritta una sceneggiatura in lingua tedesca di sole cinque pagine. Dopo le riprese agli studi Barrandov di Praga e in uno stagno a Jevany, la troupe si trasferì il 5 luglio 1932 a Dobšiná, in Slovacchia, per girare il resto delle scene all'aperto. Ad agosto le riprese si interruppero a causa di controversie relative alla versione francese e in particolare sugli attori. Da Dobšiná furono effettuati brevi viaggi di ripresa di uno o due giorni in altri luoghi: Topoľčianky (scene con cavalli), Khust e Rutenia nei Carpazi. Alcune scene in interni furono girate negli studi dell'Atelier Schönbrunn a Vienna, in Austria, in 6 giorni. A quel tempo i diritti di distribuzione erano già stati venduti in Germania, Austria, Ungheria, Svizzera, Belgio, Francia, Argentina, Brasile, Colombia. Altre scene furono girate all'inizio di ottobre del 1932, mentre quelle con dialoghi sonori in tedesco furono prodotte tra il 15 settembre e il 3 ottobre 1932 negli studi praghesi di A.B. Vinohrady.
Il sistema sonoro utilizzato era quello dei film della Biografis. Gli scenografi e gli architetti  furono Bohumil Hes e Stephan Kopecky. I ruoli di Eva, Adam e del padre di Eva furono doppiati da attori madrelingua per la versione ceca (con Jiřina Štěpničková che doppiava Eva). Per il mercato francese, con leggere modifiche (il montaggio alternativo fu eseguito da Antonín Zelenka), venne distribuita una versione con il titolo L'Extase. Le versioni austriaca e ceca del film erano molto simili, solo le scene con attori secondari differivano. Il doppiaggio in lingua francese presentava gli attori André Nox nel ruolo del padre di Eva e Pierre Nay nel ruolo di Adam.
Il ruolo di Eva fu in un primo momento offerto all'attrice Lupita Tovar, ma dopo le contrarietà espresse da suo marito Paul Kohner per le previste scene di nudo, decise di non accettare. Anche Adina Mandlová rinunciò al ruolo per decisione del suo fidanzato di allora Hugo Haas.

## Distribuzione
Machatý anticipò i prevedibili problemi con la censura, e girò scene alternative, che potevano essere montate all'occasione. La versione originale del film fu proiettata in Cecoslovacchia, Austria e alla Mostra del Cinema di Venezia. La prima del film ebbe luogo il 20 gennaio 1933 a Praga, mentre la versione originale in tedesco fu presentata in Austria a Vienna il 18 febbraio. In Germania la censura diede il via libera al film solo dopo che alcune delle scene di nudo furono rimosse, e con l'aggiunta di due scene alternative: una che presenta Eva come già divorziata quando incontra Adam, e un finale più tradizionale in cui Eva e Adam rimangono insieme. Il film poté essere presentato in anteprima solo l'8 gennaio 1935 nei teatri di Ufa Friedrichstraße e Kurfürstendamm (entrambi berlinesi) con il titolo Symphonie der Liebe (Sinfonia d'Amore). Questa versione, della durata di 95 minuti, è stata la base per quella di 82 minuti distribuita negli Stati Uniti il 24 dicembre del 1940. La versione americana aggiunse anche canzoni di Denes Agay e Emery H. Helm con testi di Henry Gershwin e William Colligan.
Il film nonostante le censure continuò a circolare per decenni, con lunghezze diverse e titoli diversi. Negli Stati Uniti in particolare anche con i titoli My Ecstasy e Rhapsody of Love. Secondo il settimanale Variety del 3 ottobre del 1945, il film nei primi 5 anni di distribuzione incassò 1.500.000 dollari solo in Nord America.
L'influente Catholic Legion of Decency trovò il film moralmente discutibile e condannò la pellicola nel 1933.

### Date di uscita
Il film venne distribuito in varie nazioni, fra cui:
- Cecoslovacchia, Extase 20 gennaio 1933
- Austria, Symphonie der Liebe 18 febbraio 1933
- Francia L'Extase 28 marzo 1933
- Danimarca 18 settembre 1933
- Finlandia, Hurmio 31 dicembre 1933
- Germania, Symphonie der Liebe 8 gennaio 1935
- Stati Uniti d'America, Ecstasy 24 dicembre 1940

## Accoglienza
La ricezione di Estasi fu controversa in alcuni paesi a causa delle nudità nel film e della scena in cui la cinepresa mostra il viso della protagonista in primo piano in un momento di particolare eccitazione sessuale. La Lamarr in seguito affermò di essere stata ingannata per le scene di nudo dal regista e che non ve ne era menzione nella sceneggiatura.
Così la diva ricorda nella sua autobiografia “Ecstasy and Me” alcuni momenti della lavorazione del film, in particolare le scene allora più scabrose:
“...non avevo ragione di nutrire timori sul film. Non avevo idea dell'umiliazione che mi avrebbe causato...quando acconsentii a girare il film, non c'erano né scene in cui dovessi apparire nuda, né primi piani di rapporti. Il copione originale era una cosa di cinque pagine, con pochissimo dialogo, giravamo improvvisando, in una foresta con un lago, fuori Praga, quando mi opposi alla scena nuda. Dissi: dov'è sul copione? Il regista urlò:  se non fai questa scena, il film sarà rovinato, e ci rifaremo delle perdite su di te! ( perdite? Avevo un salario magro, nessuna percentuale...) Per accentuare la sua autorità, prese un pezzo di legno e lo scagliò nella mia direzione...colpì un giovane tecnico. Dissi: non lo farò, non voglio svestirmi! (pensavo ai miei genitori). Ci fu una specie di consultazione, un agitarsi di braccia, poi alla fine un compromesso. Il regista disse: le cineprese andranno su quella collina (fece segno verso un'altura a circa quarantacinque metri di distanza) Tu correrai fra gli alberi, ti getterai in acqua e nuoterai per un po' al largo. Le cineprese saranno così lontane che risulterà solo un'impressione, un accenno... Mentre me ne stavo là in silenzio, vidi che aspettavano con calma la mia decisione. Facevo l'ostinata? Forse il compromesso si poteva accettare. Feci alcune richieste: prima portate le macchine e la troupe in cima alla collina, io mi svestirò dietro un albero e farò un segnale prima di mettermi a correre. Il regista sorrise, fece un cenno alla troupe e iniziò l'esodo. Ricordo che c'era vento ma faceva caldo, e la brezza era fresca sul mio corpo mentre mi spogliavo guardinga dietro l'albero più grosso. La troupe appariva fatta di piccole figure in cima alla collina. Poi diedi il segnale... e il regista diede il suo (a dire il vero fece sparare un cannone). Mi misi a correre...poi mi buttai nel lago...qualcuno col megafono gridò: Ancora una volta!... volevo rifiutarmi ma non potevo tirarmi indietro...feci di nuovo il percorso a zig-zag, probabilmente battendo tutti i record di velocità, mi tuffai, nuotai per un pezzo poi feci spuntare la testa...il mio unico pensiero fu: speriamo che riprendano solo gli spruzzi. Buono! - fu il giudizio del regista – splendido!”
Continua Lamarr : “...l'infuocata scena d'amore la girammo al chiuso. Mi fu detto di distendermi con le mani sopra la testa mentre Aribert Mog mi avrebbe bisbigliato all'orecchio e mi avrebbe baciato nella maniera meno inibita che si potesse immaginare. Non ero sicura di quali sarebbero state le mie reazioni così quando Aribert scivolò via fuori dall'inquadratura chiusi gli occhi. Nein!Nein! - gridò il regista - un'espressione appassionata sul volto! Bofonchiò qualcosa sulla stupidità dei giovani... poi si guardò attorno e trovò su un tavolo una spilla di sicurezza. La prese, la piegò fino a farla diventare quasi dritta, e si avvicinò. Ti sdraierai qui - disse - io mi metterò sotto, fuori dall'obiettivo della cinepresa. Quando ti pungerò sul posteriore avvicinerai i gomiti e reagirai. Alzai le spalle... Aribert prese il suo posto sopra di me, e la scena iniziò di nuovo. Quando Aribert scivolò fuori dall'obiettivo da una parte il regista dall'altra parte mi punse una natica con lo spillo e io reagii. Nein! Nein! - avevo reagito in maniera sbagliata - gomiti! - urlò Machatý. Ma non approdavamo a nulla, nonostante avessimo provato molte riprese e molte punture...”
La diva puntualizza: “ ...ora vi citerò un articolo di Gene Youngblood, pubblicista per l'Herald Examiner di Los Angeles, apparso nel numero del 28 gennaio del 1966... Prima che si autorizzasse la circolazione - c'era scritto - sono stati tagliati 76.000 metri di Estasi. Si trattava di scene d'amore definite così eccitanti che il produttore Josef  Auerback ordinò che fossero bruciate perché troppo sexy.
Il produttore Auerback sostenne in un'intervista del 1952 che ...le scene d'amore erano reali perché Hedy era fidanzata col primo attore in quel momento.
Tutto questo lo dobbiamo a Machatý e al suo spillo...”
Ancora Lamarr nella sua autobiografia : ”...ora vi dirò che cosa avvenne...alcune di quelle punture mi comunicarono un dolore in tutto il corpo che cominciò a vibrare in ogni nervo. Ricordo di una puntura che la cinepresa riprese con un primo piano della mia faccia distorta in una vera agonia...e il regista gridò: Si! Bene!...poi di nuovo Aribert mise in pratica quello che oggi sarebbe chiamato realismo da Actors Studio. Non nego che vi furono in altre riprese momenti in cui il suo tremito dovuto a vero impulso sessuale si rivelò altamente contagioso...e finii anch'io per riscaldarmi...”
“...ma i commenti da poco di Auerback mi hanno irritata a lungo...se avete mai visto Estasi posso solo dirvi che nelle scene in primo piano avete potuto vedermi agonizzare per delle punture di spillo! Io stessa ho visto quella parte una volta, e l'emozione rivelata dal mio volto era pura spossatezza...“
“...in ogni modo ci fu qualcosa che sembrò troppo realistico sullo schermo e qui veniamo all'anteprima... i miei genitori erano molto orgogliosi di me...avevamo i posti migliori e io indossavo un abito fatto per l'occasione. Il film incominciò e le scene si avvicinavano...è artistico - sussurrai nervosamente ai miei genitori, ma non mi ci volle molto per scoprire l'abilità artistica di Machatý ...vedevo già che la foresta era troppo vicina! Un  momento dopo correvo nuda fra gli alberi, buon Dio, la cinepresa non era a più di sei metri di distanza. Mi sentii diventar fuoco...la scena in cui nuotavo era veloce...ma non abbastanza...il trucco era ovvio, avevano usato il teleobiettivo. Sedevo là e avevo voglia di uccidere il regista. Più tardi avrei avuto voglia di scappare e nascondermi. Mio padre risolse la situazione. Si alzò e disse burbero: Andiamo via! Raccolsi le mie cose. Mia madre sembrava arrabbiata, ma pareva anche le spiacesse andare via. E tuttavia ce ne andammo...mio padre parlava furiosamente di esposizione indecente, e che non avrei mai più girato un film. E credetemi, in quel momento avevo veramente intenzione di non girarne più...passò una settimana prima che osassi uscire di casa”.
Tuttavia alcune persone coinvolte nel film contestarono le affermazioni contenute nel libro. Il direttore della fotografia Jan Stallich disse che “...la protagonista del film sapeva che avrebbe dovuto apparire nuda in alcune scene, e non fece nessuna storia durante la produzione".
Dopo che un giornalista vaticano assistette alla proiezione alla Mostra del Cinema di Venezia, Papa Pio XI si espresse in termini negativi sulla pellicola e di conseguenza  nessuno dei distributori italiani ne acquistò i diritti.
A partire dal 1936, il distributore statunitense di Ecstasy fece pressioni sul Production Code Administration per dieci mesi allo scopo di ottenerne il sigillo di approvazione che avrebbe permesso un'ampia distribuzione americana. Joseph Breen, censore a capo del dipartimento PCA, definì il film "...altamente – anche pericolosamente – indecente" poiché “... storia di amore illecito e di sesso frustrato, trattata nei minimi dettagli senza sufficienti valori morali compensativi”. Breen in seguito, quale direttore generale della RKO, assunse il regista Machatý nel 1940.
Senza l'approvazione del Codice Hays la distribuzione del film in America fu limitata nei soli cinema indipendenti.  Alcune commissioni di censura statali, come quella di New York, approvarono il film, ma la maggior parte delle altre lo permise solo con restrizioni, chiese tagli sostanziali o, nel caso della Pennsylvania, lo vietò del tutto.